# Яргорівська бучина № 1
«Яргорівська бучина № 1» — ботанічна пам'ятка природи місцевого значення в Україні. Пам'ятка природи розташована на території Монастириського району Тернопільської області, с. Яргорів, Криницьке лісництво, кв. 5 в. 2, лісове урочище «Яргорів».
Площа — 26,00 га, статус отриманий у 1983 році.